# Jean Georges Grenier
Pour les articles homonymes, voir Grenier (homonymie).
 (octobre 2019).
Si vous disposez d'ouvrages ou d'articles de référence ou si vous connaissez des sites web de qualité traitant du thème abordé ici, merci de compléter l'article en donnant les références utiles à sa vérifiabilité et en les liant à la section « Notes et références ».
Jean Georges Grenier, né le 11 novembre 1771 à Sarrelouis en Moselle et mort le 6 novembre 1835 à Marpain dans le Jura, est un général français de la Révolution et de l’Empire.

## Biographie
Entré dans le 1er bataillon de volontaires de son département le 1er septembre 1791, il est nommé sous-lieutenant au 96e régiment d'infanterie le 15 du même mois, lieutenant le 30 octobre 1793 et fait les guerres de 1792 et 1793 aux armées du Nord et de la Moselle. Passé à l'armée de Sambre-et-Meuse en l'an II, le général Paul Grenier, son frère, se l'attache comme aide de camp le 20 vendémiaire an III. Capitaine le 16 ventôse an V et chef de bataillon le 4 floréal an VII, il quitte ses fonctions d'aide de camp le 15 floréal an VIII pour prendre le commandement d'un bataillon de la 37e demi-brigade de ligne, avec laquelle il fait les guerres de l'an VIII à l'an X à l'armée du Rhin et au corps d'observation de la Gironde. Employé aux troupes expéditionnaires de la Guadeloupe, et blessé d'un coup de feu à la jambe gauche le 6 germinal an X, à la prise de Bambège, il rentre en France vers la fin de l'an XI, et sert pendant une partie de cette année et la suivante à l'armée d'Italie.
Major du 60e régiment de ligne le 11 brumaire an XII, et membre de la Légion d'honneur le 4 germinal suivant, il se rend de nouveau en Italie à la fin de la même année, et y reste jusqu'en 1806. Après les guerres de 1807 et 1808 en Dalmatie, il se signale au passage de la Piave le 8 mai 1809 ; il contribue le 17 du même mois, à enlever les redoutes ennemies et plusieurs pièces de canon. Le lendemain, à la tête d'une colonne de la division du général Seras, il enlève d'assaut le fort de la Pradella. Nommé le 30 colonel du 52e régiment de ligne, il se fait remarquer à la tête de ce corps en Italie en Hongrie et à Wagram et est nommé officier de la Légion d'honneur le 27 juillet 1809. Baron de l'Empire le 15 août suivant, il est envoyé en Espagne vers cette époque et tomba au pouvoir de l'ennemi le 1er novembre 1813.
Il était encore prisonnier lorsque l'Empereur le nomme général de brigade le 25 décembre 1813. Rentré en France le 17 mai 1814 et envoyé à l'armée du Nord, il reçoit la croix de Saint-Louis le 19 juillet et celle de commandeur de la Légion d'honneur le 24 octobre suivant. Napoléon Ier, à son retour, l'emploie au 1er corps d'armée qui doit agir en Belgique. Mis en non-activité le 17 août de la même année, il remplit les fonctions d'inspecteur général des troupes de la 13e division militaire de 1816 jusqu'au 1er janvier 1820, époque à laquelle il est mis en disponibilité. Retraité depuis 1826, il est mis par le gouvernement de juillet 1830 dans le cadre de disponibilité de l'état-major général le 22 mai 1831 et admis définitivement à la retraite le 11 décembre 1832. Il meurt au château de Montrambert à Marpain dans le Jura le 6 novembre 1835.
Il est inhumé à Dammartin-Marpain.